# Monte Hermoso (Buenos Aires)
Monte Hermoso is een plaats in het Argentijnse bestuurlijke gebied Monte Hermoso in de provincie Buenos Aires. De plaats telt 5.394 inwoners.

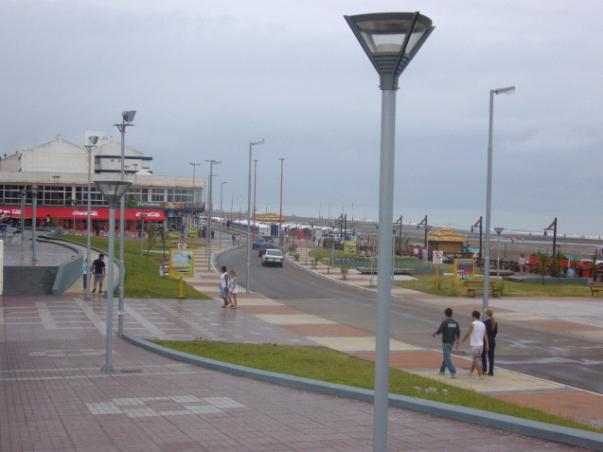
Monte Hermoso